# Biorn le Viking
Biorn le Viking est une série de bande dessinée publiée en petit format, sur le thème des Vikings. Elle est réalisée par Jean Ollivier au scénario et Eduardo Coelho au dessin, de 1962 à 1968. 

## Parution
Après Ragnar le Viking paru dans Vaillant, le duo Jean Ollivier-Eduardo Coelho crée de nouveau une série consacrée à l'univers des vikings, cette fois-ci pour le petit format Brik en 1962. Biorn paraît mensuellement dans la revue jusqu'en 1964.
Après une interruption de deux années, la série est reprise en 1966 chez le même éditeur mais dans un autre périodique, le trimestriel Pirates. La série s'arrête en 1968 mais celle-ci est rééditée dans Pirates de 1976 à 1981.

## Histoire
Au début de l'aventure, Biorn devient le nouveau chef de la flotte viking, au détriment du cruel Eyulf qui devient son ennemi. Lors d'un raid danois sur Nidaros, Biorn affranchit les esclaves pour défendre la cité. Mais, pour cette raison, il est condamné à mort par le Thing et son chef Hialmar. Biorn réussit néanmoins à s'enfuir à bord de son drakkar avec son ami Niord et les esclaves affranchis, mais son père adoptif, Hauk,  est tué durant leur fuite. 
Le lecteur suit alors les aventures du héros accompagné par son ami, le rusé Niord et une vingtaine d'hommes d'équipage, à bord de leur drakkar Le Harfang. Il a laissé à Nidaros, en Norvège, son aimée Grettir, fille de Hialmar. 
Auparavant, le frère aîné de Biorn et chef de famille Sigurd avait trouvé la mort lors d'un combat en mer contre les Danois de Hrolf. Biorn finit par venger son frère récupérer l'épée familiale en combattant Hrolf (L’Épée de Sigurd).
Biorn retrouve Grettir, prisonnière des Saxons de Ayr (Les Fils de la tempête), mais elle disparaît de la série, sans explication, à l'avant-dernier épisode (La Grande Muraille).
L'univers viking dans la bande dessinée de Jean Ollivier et Eduardo Coelho tient une place importante. Leur précédent héros viking, Ragnar ainsi que Biorn, dans le dernier épisode de la série rencontrent Erik le Rouge, personnage réel que les auteurs finissent par adapter en bande dessinée en 1976. Dans cet ultime épisode, Niord, ami et frère juré de Biorn, meurt ; indiquant lors de son dernier souffle la direction que doivent suivre Biorn et l'équipage du Harfang en quittant le Groenland : le sud.

### Voyages et peuples rencontrés
Biorn le Viking vit dans son époque du haut Moyen Âge et va y rencontrer de nombreux peuples, lui le Norvégien : les Danois voisins, les Baltes, les Saxons, les Angles, les Frisons, les Corniques,  les Francs, les Bructères, les Brittons, les Pictes, les Gaëls, les Bretons, les Cambriens ou les Gallois.
Biorn, Niord et l'équipage du Harfang vont d'abord naviguer en Mer Baltique avant d'entrer dans le grand océan : d'abord en Mer du Nord, puis alternant des allers-retours entre celle-ci, la Manche et la Mer d'Irlande. Ils terminent leurs voyages par la grande traversée qui les mènent jusqu'aux côtes du Groenland.
Biorn le Norvégien de Nidaros commence ses voyages en territoire danois à l'époque : sur l'île de Rügen en mer Baltique (La Sorcière de Rugen et Le Sceau du diable) et à Bravalla en Suède (Les Hommes aux boucliers ronds).
Il rejoint ensuite le Danelaw (Le Maître des runes), puis reste quelque temps en Frise : à Den Burg et De Cocksdorp (Le Moulin de Cockdorp) et dans l'estuaire du Waal (La Meule des esclaves). Il revient ensuite sur la côte est de l'Angleterre où il passe un hiver (La Coupe des promesses et Witokind le sauvage).
Il rentre une première fois en Mer d'Irlande et découvre une île étrange au large de la Grande-Bretagne (L’Île des sacrifices). Il participe ensuite à un raid, au sein d'une flotte danoise sur les îles de l'Étain à la pointe des Cornouailles. Il débarque en Francie, sur une côte aux confins de la Neustrie et de l'Austrasie, près de la Picardie. Il continue plus au nord à Schouwen en Zélande (L’Épreuve de Niord). Biorn et Niord vont ensuite s'enfoncer assez loin à l'intérieur du continent, découvrir ébahis des ruines romaines et entrer en contact avec un peuple germanique, les Bructères (Le Village inconnu, La Forteresse sacrée) en confit avec des Saxons. Après cette aventure le Harfang reprend la mer et l'équipage découvre le Pays de Galles (L’Écu de Madoc et La Piste rouge), notamment le pays de Rhondda. Il descend ensuite jusqu'en petite Bretagne à Donges (L’Anneau de Grettir).
Il remonte ensuite en Mer d'Irlande, où il vivra ses dernières aventures en Écosse : chez les Saxons d'Ayr (Les Fils de la tempête), dans une colonie de Gaëls (La Baie des Gaëls), dans une île cambrienne de West-Anglie en la cité d'Exel (Le Jarl des Orcades). Toujours en Cambrie, Biorn et son équipage remonte plus au nord près du Mur d'Antonin et à Cartraeth (La Grande muraille) où Pictes et Bretons du nord combattent. 
Il termine ses pérégrinations au Groenland à Westbygde (Vestribyggd ou « établissements de l'ouest ») une des colonies fondée par Erik le Rouge.

## Publication

### Brik(1962-1964)
| no de publication | Titre                          | Longueur    | Date de publication | Reprises   |
| ----------------- | ------------------------------ | ----------- | ------------------- | ---------- |
| Brik 56           | La Loi du Nord                 | 21 planches | 11/1962             | Pirates 62 |
| Brik 57           | Le Maître des drakkars         | 20 planches | 12/1962             | Pirates 62 |
| Brik 58           | Les Danois attaquent           | 21 planches | 01/1963             | Pirates 63 |
| Brik 59           | La Fosse des condamnés         | 20 planches | 02/1963             | Pirates 63 |
| Brik 60           | Les Guerrières de Nidaros      | 20 planches | 03/1963             | Pirates 64 |
| Brik 61           | La Nuit de sang !              | 20 planches | 04/1963             | Pirates 64 |
| Brik 62           | Le Harfang                     | 20 planches | 05/1963             | Pirates 65 |
| Brik 63           | La Sorcière de Rugen           | 20 planches | 06/1963             | Pirates 65 |
| Brik 64           | Le Sceau du diable             | 20 planches | 07/1963             | Pirates 66 |
| Brik 65           | Les Hommes aux boucliers ronds | 20 planches | 08/1963             | Pirates 66 |
| Brik 66           | La Fille de Bravalla           | 20 planches | 09/1963             | Pirates 67 |
| Brik 67           | Le Maître des runes            | 20 planches | 10/1963             | Pirates 67 |
| Brik 68           | Le Moulin de Cockdorp          | 20 planches | 11/1963             | Pirates 68 |
| Brik 69           | La Meule des esclaves          | 20 planches | 12/1963             | Pirates 69 |
| Brik 70           | L’Épée de Sigurd               | 20 planches | 01/1964             | Pirates 70 |
| Brik 71           | La Coupe des promesses         | 20 planches | 02/1964             | Pirates 71 |
| Brik 72           | Witokind le sauvage            | 20 planches | 03/1964             | Pirates 72 |

### Pirates(1966-1968)
| no de publication | Titre                  | Longueur     | Date de publication | Reprises        |
| ----------------- | ---------------------- | ------------ | ------------------- | --------------- |
| Pirates 21        | L’Île des sacrifices   | 120 planches | 02/1966             | Pirates 73 à 76 |
| Pirates 22        | La Forteresse sacrée   | 119 planches | 05/1966             | Pirates 77 à 79 |
| Pirates 23        | Le Dragon de Kilgaar   | 40 planches  | 08/1966             | Pirates 80      |
| Pirates 24        | L’Anneau de Grettir    | 40 planches  | 11/1966             | Pirates 81      |
| Pirates 26        | Les Fils de la tempête | 40 planches  | 05/1967             | Pirates 82      |
| Pirates 27        | La Baie des Gaëls      | 40 planches  | 08/1967             | Pirates 83      |
| Pirates 28        | Le Jarl des Orcades    | 40 planches  | 11/1967             | Pirates 84      |
| Pirates 29        | La Grande Muraille     | 40 planches  | 02/1968             | Pirates 85      |
| Pirates 30        | Erik le Rouge          | 40 planches  | 05/1968             | Pirates 86      |

#### Couvertures
Le dessinateur italien Enzo Chiomenti, par ailleurs auteur de séries petit format, a dessiné plusieurs couvertures de la série Biorn le Viking pour la revue Pirates, mais n'en a réalisé qu'une seule durant sa période de publication (Pirates n°22 de 1966 pour le récit La Forteresse sacrée), les autres illustrations couvrant les années de republication.
- Couverture pour le récit La Forteresse sacrée d’Enzo Chiomenti (dessin), no 22, 1966.
- Couverture pour le récit fragmenté L’Île des sacrifices d’Enzo Chiomenti (dessin), no 73, 1979 (reprise pour le recueil "Pirates" n°16).
- Couverture pour le récit L’Épreuve de Niord d’Enzo Chiomenti (dessin), no 74, 1979.
- Couverture pour le récit Le Village inconnu d’Enzo Chiomenti (dessin), no 75, 1979.
- Couverture pour le récit Le Dragon de Kilgaar d’Enzo Chiomenti (dessin), no 80, 1980.
- Couverture pour le récit L’Anneau de Grettir d’Enzo Chiomenti (dessin), no 81, 1981 (reprise pour le recueil n°18).
- Couverture pour le récit Les Fils de la tempête d’Enzo Chiomenti (dessin), no 82, 1981.
- Couverture pour le récit La Baie des Gaëls d’Enzo Chiomenti (dessin), no 83, 1981 (reprise pour le recueil n°19).
- Couverture pour le récit Le Jarl des Orcades d’Enzo Chiomenti (dessin), no 84, 1981.
- Couverture pour le récit Erik le Rouge d’Enzo Chiomenti (dessin), no 86, 1981.

### Traductions
- Portugais : Biorn, O Viking, traduit et publié dans Mundo de Aventuras (pt) 2e série :
  -  ? , n°238, 20 avril 1978 (couverture inédite de Victor Peon)
  - A Lei do Norte (La Loi du Nord), n°274, 28 décembre 1978 (couverture inédite de ?)
  - As Guerreiras de Nídaros (Les Guerrières de Nidaros), n°303, 26 juillet 1979 (couverture inédite de Zénetto)
  - A Noite de sangue (La Nuit de sang !), n°323, 13 décembre 1979 (couverture inédite de Augusto Trigo)
  - Harfang (Le Harfang), n°350, 19 juin 1980 (couverture inédite de ?)
  - A Feiticeira de Rugen (La Sorcière de Rugen), n°409, 13 août 1981 (couverture inédite de Augusto Trigo)